# Batalla de Sumy
La batalla de Sumy fue un enfrentamiento militar que inició el 24 de febrero de 2022 entre las Fuerzas Armadas de Rusia y las Fuerzas Armadas de Ucrania durante la invasión de Ucrania.

## Contexto
El ejército ruso capturó la ciudad ucraniana de Sumy, ubicada cerca de la frontera entre Rusia y Ucrania, con poca resistencia inicial. Sin embargo, los soldados y la milicia ucraniana comenzaron a enfrentarse a las fuerzas rusas dentro de la ciudad, lo que resultó en intensos combates urbanos.

## Batalla

### Primer asalto
Los tanques y unidades rusos comenzaron a moverse hacia Sumy el 24 de febrero de 2022 y los combates comenzaron en las afueras a las 3:00 a. m. También hubo una gran cantidad de guerra urbana entre los ciudadanos de Sumy y los asaltantes rusos. Una iglesia en Sumy se incendió. Los combates entre las dos fuerzas continuaron alrededor de las 22:30 horas. el 24 de febrero cerca de la Universidad Estatal de Sumy, donde estaba estacionada la 27ª Brigada de Artillería de Ucrania. A la 1:39 a. m. del 25 de febrero, se informó que el lado ucraniano había vencido con éxito al lado ruso y se habían retirado.
Las ciudades de Sumy y Konotop son las únicas dos ciudades en el noreste de Ucrania que han logrado repeler con éxito el avance de las tropas rusas.

### Segundo asalto
El 26 de febrero estallaron de nuevo los enfrentamientos en las calles de Sumy. Las fuerzas rusas pudieron capturar la mitad de la ciudad; sin embargo, al final del día, las fuerzas ucranianas habían recuperado toda la ciudad. Las fuerzas ucranianas supuestamente también destruyeron un convoy de camiones de combustible rusos.
Los vehículos rusos BM-21 Grad estacionados cerca de Kosivshchyna, justo al oeste de Sumy, dispararon una andanada de misiles que alcanzaron el barrio residencial de Veretenivka en el este de Sumy ocasionando bajas civiles.
En la mañana del 27 de febrero, una columna de vehículos rusos avanzó hacia Sumy desde el este. Se disparó contra un automóvil civil, lo que resultó en bajas civiles. El alcalde Oleksandr Lysenko informó: "Hubo cuatro tiroteos ayer. Desafortunadamente, tres muertos. Ahora manejan los baches, realizan trabajos de reparación. Estamos trabajando en un modo mejorado". A las 9:24 a. m., los equipos de rescate de la 3.ª Unidad Estatal de Bomberos y Rescate participaron en la eliminación de las consecuencias del bombardeo del sector residencial en Veretenivka en la calle Silkhoztekhniki en Sumy. Se realizó el análisis de estructuras destruidas de edificaciones residenciales, así como la eliminación de potenciales focos de combustión. Durante la búsqueda no se encontraron ciudadanos que pudieran estar bajo los escombros. Las fuerzas rusas se quedaron sin suministros y comenzaron a intentar robar mercados.
El 3 de marzo, Dmytro Zhyvytskyi, el gobernador del Óblast de Sumy, declaró que cinco personas resultaron heridas por bombardeos contra edificios de la 27.ª Brigada de Artillería y el departamento militar de la Universidad Estatal de Sumy. Más de 500 estudiantes internacionales están atrapados dado que las carreteras y los puentes fuera de la ciudad han sido destruidos. Además, varios combates han sido reportados en las calles de Sumy.
Zhyvytskyi declaró el 8 de marzo que 22 civiles murieron durante la noche debido a un ataque aéreo ruso que golpeó una zona residencial. Además, durante el día comenzó la evacuación de civiles de la ciudad en virtud de un acuerdo para un corredor humanitario alcanzado con Rusia. Zhyvytskyi declaró más tarde que alrededor de 5.000 personas fueron evacuadas durante el día.

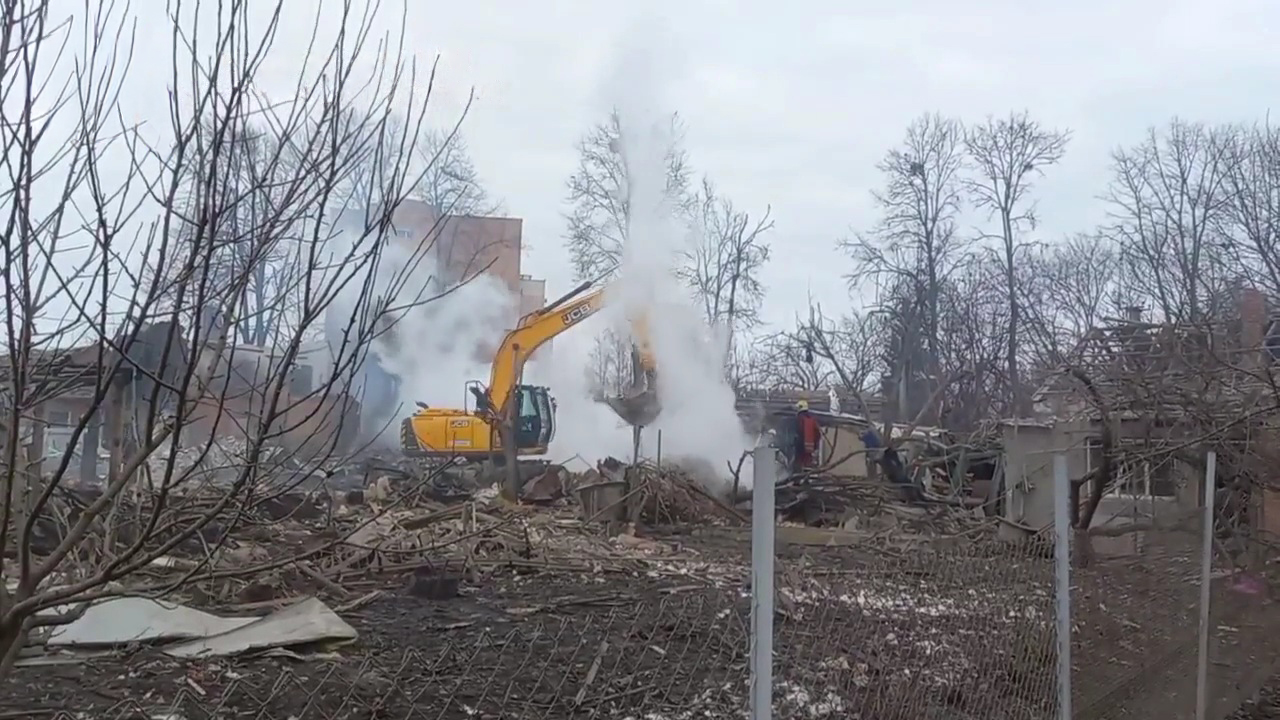
Rescatistas del 3er cuerpo de bomberos estatal participa en la eliminación de los restos de la explosión ocurrida en Sumy. (27 de febrero de 2022)
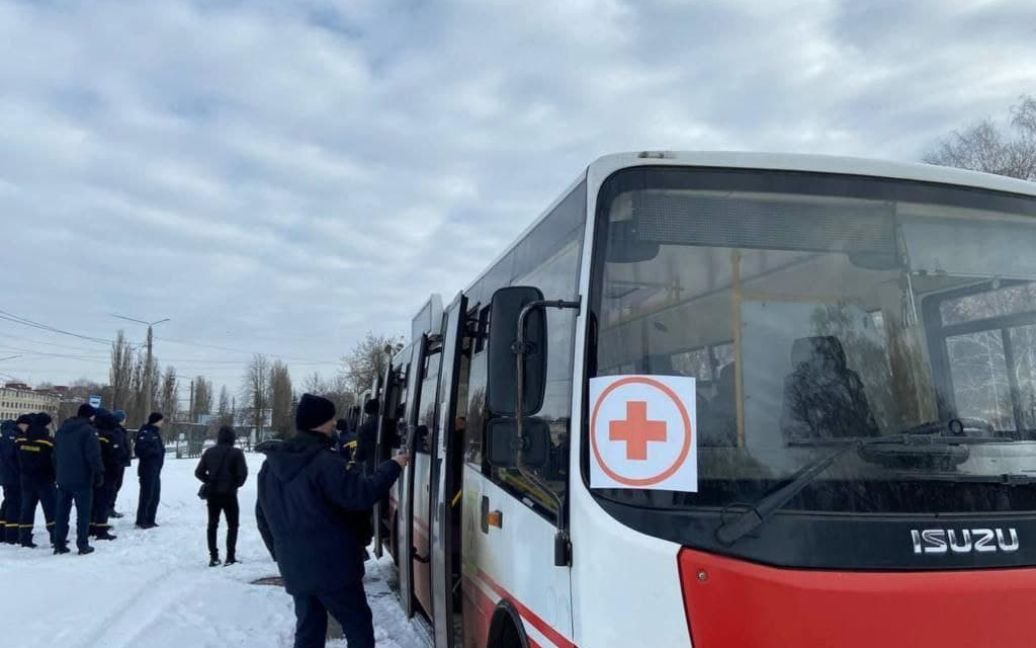
Intentos de evacuación en autobús por "corredores verdes". (8 de marzo de 2022)
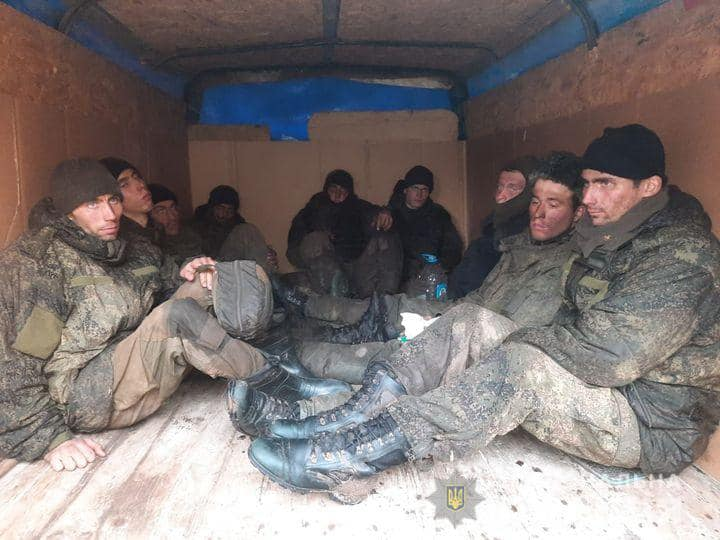
Prisioneros de guerra rusos capturados durante la batalla. (11 de marzo de 2022)